# Китайско-польские отношения
Китайско-польские отношения — двусторонние дипломатические отношения между Китайской Народной Республикой и Польшей. Официально отношения начались 5 октября 1949 года. У Китайской Народной Республики есть посольство в Варшаве. У Польши есть посольство в Пекине.
Чрезвычайным и полномочным послом КНР в Польше с 2021 года является Сунь Линьцзян. Польшу в КНР с января 2018 года представляет Войцех Зайончковский.

## История
Дипломатические отношения между Китайской Народной Республикой и Польшей начались 5 октября 1949 года. Через небольшое время после этого, 7 октября 1949 года, были созданы дипломатические миссии. Польша была частью Восточного блока и имела дружеские отношения с Китаем, сотрудничала с ним в таких международных проблемах, как Корейская война.
На протяжении 1950-х из-за советско-китайского раскола отношения между странами ухудшились. Однако Польша поддерживала сторону Китайской Народной Республики о возврате постоянного представительства в ООН материковому правительству.
В 1950-е премьер Госсовета Китая Чжоу Эньлай совершил два государственных визита в Польшу. Польские лидеры такие, как Болеслав Берут, Эдвард Охаб и Юзеф Циранкевич посещали Китай в разное время в этот период.
С распадом Восточного блока в конце 1980-х Польша прошла через ряд политических и социальных изменений, став новой пост-коммунистической страной. Отношения между КНР и Польшей остаются устойчивыми, поскольку Польша превратилась в западную либерально-демократическую страну с капиталистическим рынком, а Китай ввёл экономические реформы Дэна Сяопина.

## Двусторонние отношения

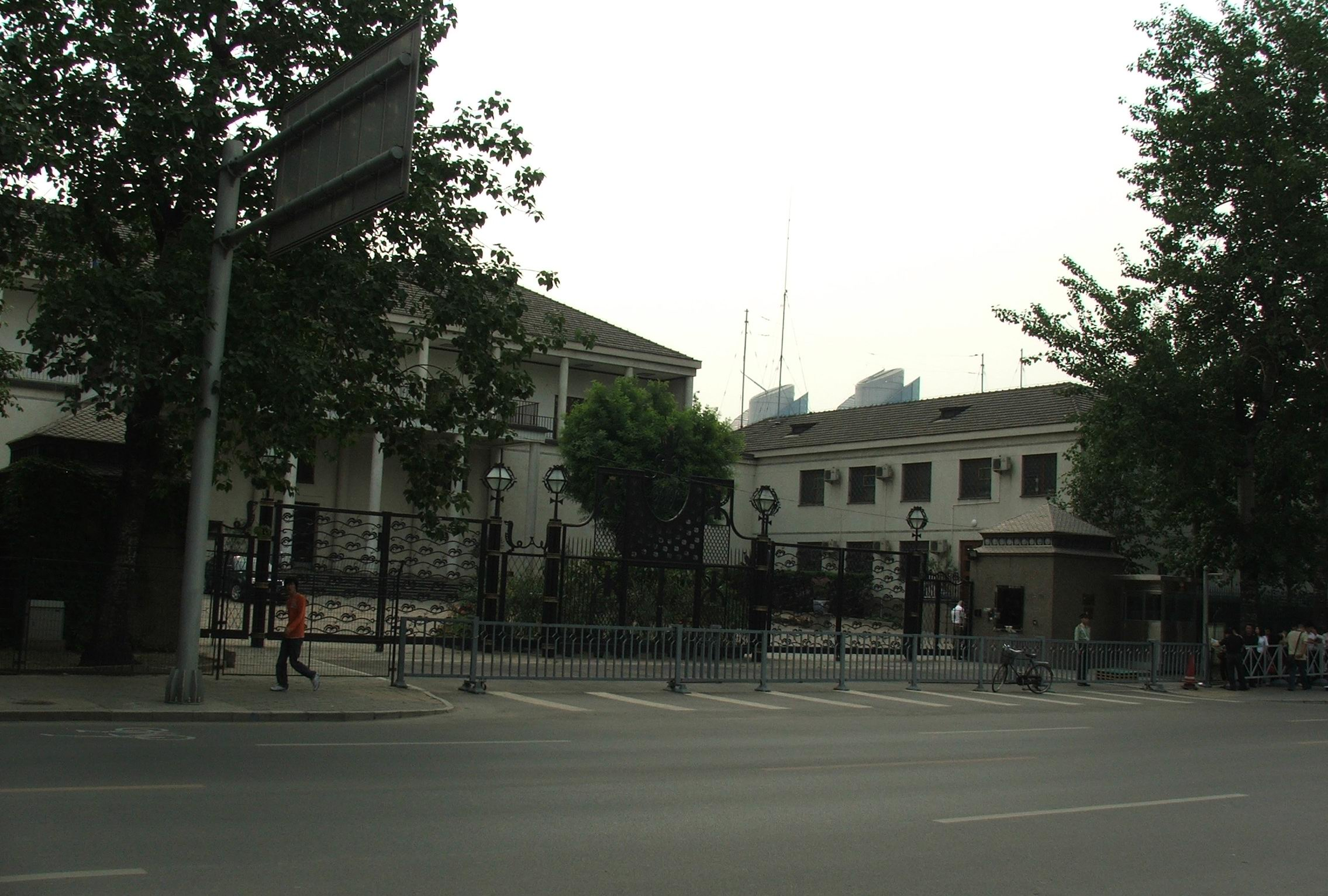
Посольство Польши в Пекине

На протяжении периода с 1950-х по 1990-е страны проводили ряд экономических действий на основе правительственных соглашений. Ежегодные объёмы торговли между коммунистическими государствами 1986 года достигали почти 1 млрд долларов США.
В 1990-е было подписано соглашение о торговле в конвертируемых иностранных биржах. Объёмы торговли упали с 0,322 млрд долларов США в 1990 году до 0,144 млрд долларов США 1991. Спад продолжался до 1992, когда двусторонняя торговля вновь стала нарастать.
Со следующими успешными годами объёмы двусторонней торговли увеличивались. На 2001 год они составили 1,242 млрд долларов США, что было на 29,5 % больше, чем в 2000 году.
Китайско-польские экономические отношения вращаются вокруг таких отраслей, как защита окружающей среды, финансы, сельскохозяйственные технологии, медная промышленность и угольная отрасль. Также отношения касаются таких новых отраслей, как высокие технологии, чистая энергетика, работа и инфраструктура.
В 2008 году объёмы экспорта Польши в КНР составили около 1 млрд долларов США, но при этом импорт из Китая — 11 млрд долларов США.